# Bernard Monnereau
Pour les articles homonymes, voir Monnereau.
Bernard Monnereau est un rameur français né le 24 septembre 1935 à Tôtes (Seine-Inférieure) et mort le 24 août 2019 à La Chapelle-Saint-Mesmin (Loiret).

## Biographie
Bernard Monnereau remporte la première édition des Championnats du monde d'aviron en deux de couple avec René Duhamel.

## Palmarès

### Jeux olympiques
- 4e en deux de couple à Rome 1960
- 6e en deux de couple à Tokyo 1964

### Championnats du monde d'aviron
- Médaille d'or en deux de couple aux Championnats du monde d'aviron 1962 à Lucerne

### Championnats d'Europe d'aviron
- médaille d'argent en deux de couple aux Championnats d'Europe d'aviron 1958

### Jeux méditerranéens
- Médaille d'or en deux de couple en 1963

## Distinction honorifique
Pour leur carrière exceptionnelle, les noms de René Duhamel  et Bernard Monnereau font partie de la Gloire du sport.